# Szövetkezet
A polgári jogban a szövetkezet a tagok vagyoni hozzájárulásából álló tőkével alapított, a nyitott tagság és a változó tőke elvei szerint működő, a tagok gazdasági és társadalmi (kulturális, oktatási, szociális, egészségügyi) szükségleteinek kielégítésére irányuló tevékenységet végző jogi személy, amelynél a tag kötelezettsége a szövetkezettel szemben vagyoni hozzájárulásának szolgáltatására és az alapszabályban meghatározott személyes közreműködésre terjed ki.

## Története
A szövetkezetek az ipari forradalom idején jöttek létre Nagy-Britanniában, köztük a legelső az 1844-ben alapított Rochdale-i szövetkezet  volt. Ez a társulati forma nélkülözte a korabeli gazdasági társaságok profitérdekeltségű elemeit, fő elve a szolidaritás, demokratikus igazgatás megteremtése volt. A Rochdale-i szövetkezet, angolul co-operative, fogyasztási típusú szervezet volt, segített a tagoknak boltot nyitni, lakáshoz jutni, vásárolni. Nem a tőkenyereség volt a lényeg – mint például a részvénytársaságoknál, hanem a közös munka megteremtése, és ezáltal a hatékonyság javítása, a tagok biztonságának és társadalmi szükségleteinek kielégítése. A profit termelés csak másodlagos szerepet játszott, ezért nem beszélhetünk a szövetkezetekkel kapcsolatban gazdasági társaságról.

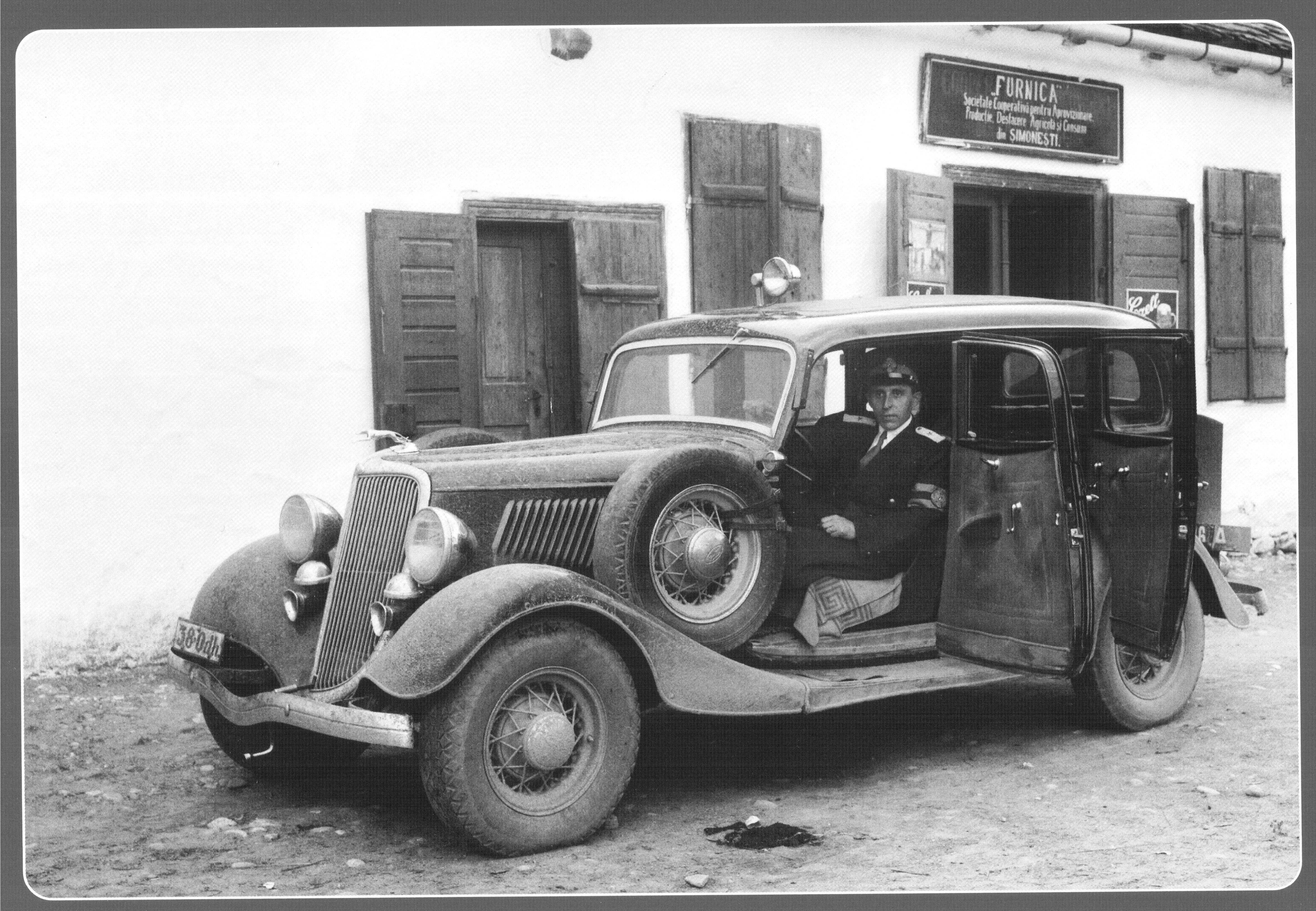
Hangya Szövetkezet Központja – Siménfalva

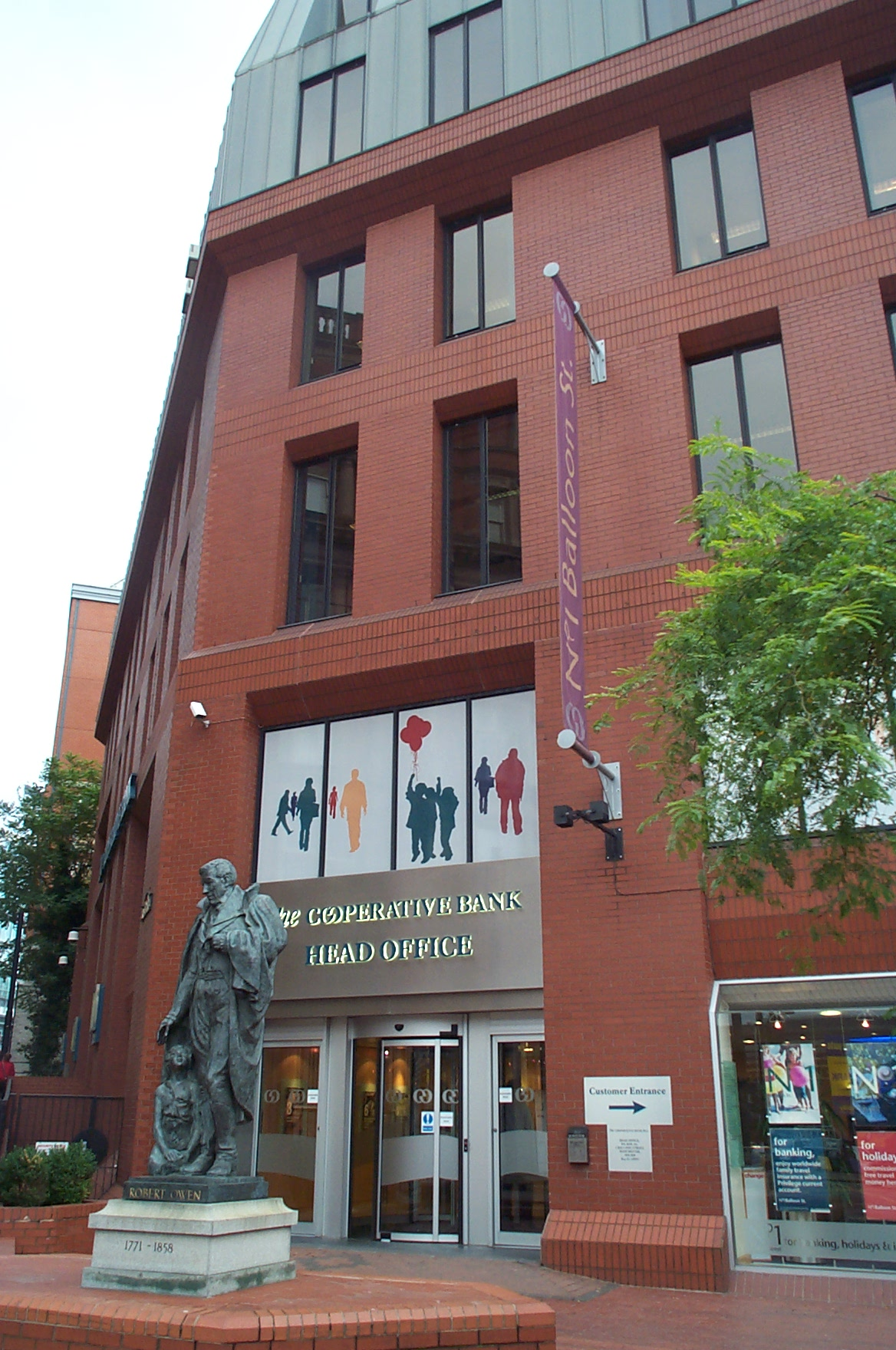
Egy angol hitelszövetkezet Manchester belvárosában. A szobor Robert Owent, a szövetkezeti mozgalom úttörőjét ábrázolja.

### Rochdale-i elvek
1934. szeptember 4-én Londonban kongresszust tartott a Szövetkezetek Nemzetközi Szövetsége, ahol 7 alapelvet fogadtak el, ezek az úgynevezett Rochdale-i alapelvek.
Ezek az elvek határozták meg, hogy egy társulás szövetkezetnek minősül-e vagy sem. A szövetkezeteknek ezt a 7 elvet biztosítaniuk kellett működésük folyamán.

### Párizsi kongresszus
1937-ben újabb kongresszus kezdődött, ekkor Párizsban. Kötelező és fakultatív elveket hoztak létre. Kötelező elvként határoztak meg:
- nyitott tagság elve
- demokratikus igazgatás elve
- visszatérítés a vásárlás arányában
- korlátozott tőkekamat elve

Fakultatív elvek:
- politikai és vallási semlegesség
- készpénzre történő eladás
- szövetkezeti továbbképzés
- önkéntes szövetkezés elve
- piaci árusítás elve

### Bécsi kongresszus
1966-ban a bécsi kongresszuson két új elvet fogadtak el:
- közös szolgáltatások biztosítása
- nemzetközi együttműködés a szövetkezetek között

### Az 1995-ös Manchesteri kongresszus
1995-ben Manchesterben megtartott irányadó szövetkezeti konferencián összefoglalták és újrafogalmazták az első szövetkezet megalapítása óta létrehozott alapelveket, megfogalmazták a szövetkezet definícióját.
7 alapelv:
- önkéntesség és nyitott tagság elve
- demokratikus tagi ellenőrzés
- tagok gazdasági részvétele
- autonómia és függetlenség
- oktatás, képzés
- szövetkezetek közötti együttműködés
- közösség iránti elkötelezettség

6 szövetkezeti érték:
- önsegély
- egyenlőség
- egyéni felelősség
- demokrácia
- igazságosság
- szolidaritás

Szövetkezet definíciójának meghatározása: A szövetkezet olyan személyek autonóm társulása, akik önként egyesültek abból a célból, hogy közös gazdasági, társadalmi és kulturális céljaikat közös tulajdonú és demokratikusan  irányított vállalkozások útján megvalósítsák.

### A magyarországi szövetkezetek története

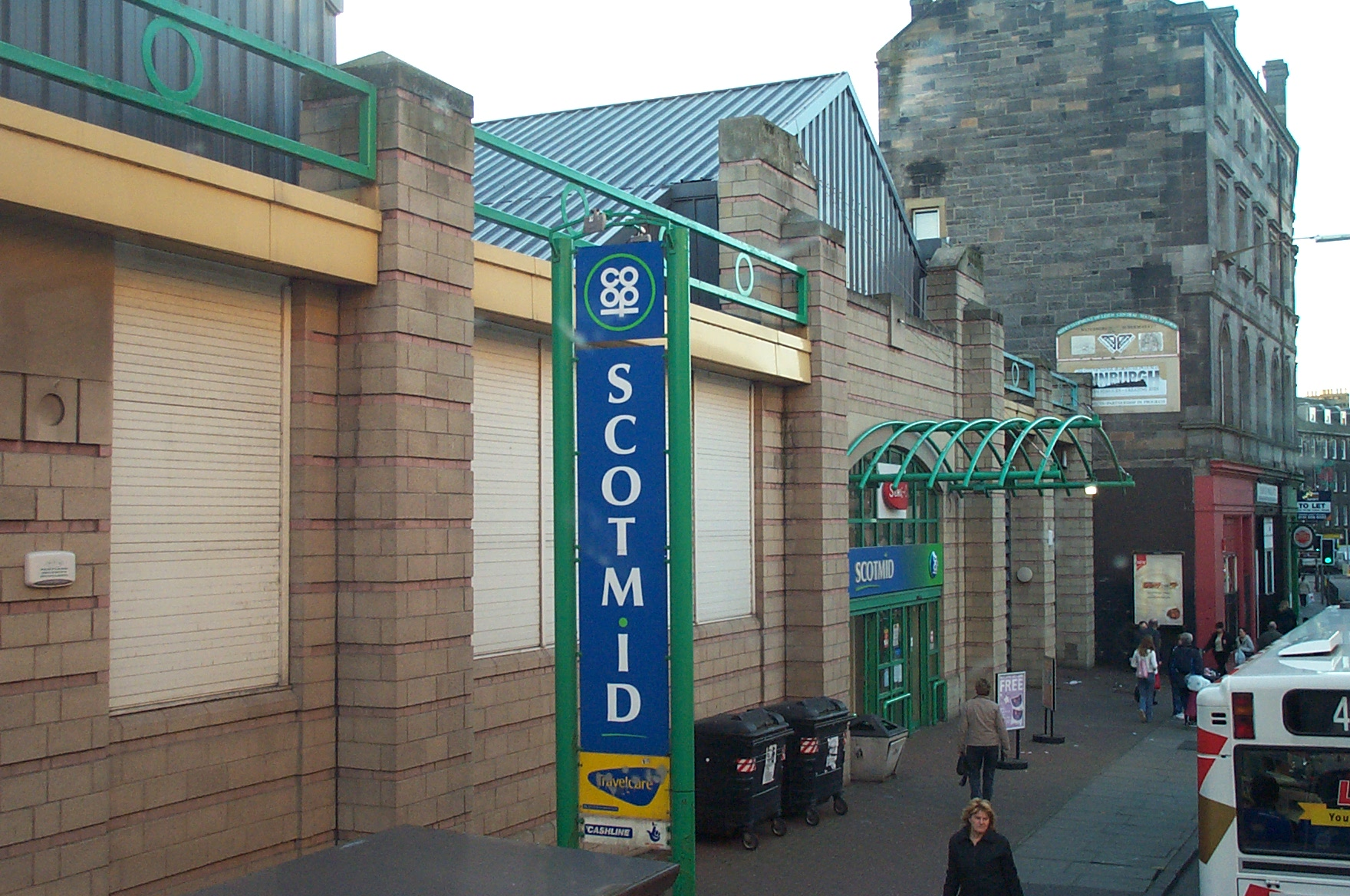
Egy angol fogyasztási szövetkezet bevásárló kirendeltsége.

Először az 1875.évi XXXVII. tv. szabályozta szövetkezeteket, gazdasági célú személyegyesülésként definiálva azt. Károlyi Sándor gróf, a hazai szövetkezeti mozgalmak kezdeményezőjének javaslatára, az 1870-es évektől kezdődően fogyasztási- és hitelszövetkezetek alakultak, köztük az 1898-ban alapított, legnagyobb taglétszámmal rendelkező Magyar Gazdaszövetség Fogyasztási és Értékesítő Szövetkezete, a Hangya, mely mezőgazdasági és ipari termékek beszerzésével és értékesítésével foglalkozott. A Hangya taglétszáma 1914-ben megközelítőleg 200 000 volt. E nagy jelentőséggel bíró, erős szövetkezeti mozgalmakat 1947-ben az új szövetkezeti törvény szerint fokozatosan kezdték beterelni az állami ellenőrzés alá, a kibontakozó szocialista diktatúra a szövetkezeti mozgalmak államosítását és az erőszakos szövetkezetesítést tűzte zászlajára, eredményeként 1949-1961 között a mezőgazdasági művelés alá vont földterületek közel egésze a termelőszövetkezetek kezelésébe került. Tagjai a korábbi saját földjükön a szövetkezet javára végeztek munkát. Az erőszakos szövetkezetesítés rossz emlékeket hagyott a gazdálkodókban, akik a rendszerváltás után már nem akartak szövetkezetekben maradni, ezért tömegesen kiléptek. Emellett a rendszerváltás utáni években, majd 1998 és 2002 közötti, az első Orbán-kormány és Torgyán József minisztersége idején a még sikeresen gazdálkodó termelőszövetkezetek folyamatos, általában jogszabályokon keresztül érvényesülő támadásokat szenvedtek el. Ennek nyomán a mezőgazdasági termelőszövetkezetek nagy része felszámolás alá került.

## Alapelvek

### A nyitott tagság elve
Megkülönböztetés nélkül bárki csatlakozhat a szövetkezethez, csak az alapszabálynak kell megfelelnie. Létezhetnek korlátozások: természetszerűleg zárt szövetkezetek – pl. lakásszövetkezetek, vagy jogszabály előírhatja a tagok minimális számát – Magyarországon 7 tag.

### Demokratikus igazgatás elve
A szövetkezet a tagok által irányított és ellenőrzött szervezet, a tagoknak aktív szerepük van a vezetésben, döntéshozatalban és az ellenőrzésben. Garanciális szabály: egy tag – egy szavazat, szemben például más gazdasági társaságokkal.

### Visszatérítés a vásárlás arányában elve
Az osztalék korlátozását jelenti, a szövetkezet elsődlegesen munkára alapul, nem tőkebefektetésekre, így a személyes közreműködés a döntő az osztalék kifizetésekor, szemben például a részvénytársasággal, ahol nincs is személyes munkavégzés.

### Korlátozott tőkekamat elve
Hasonló, mint a fenti alapelv, a szövetkezetnél is van vagyoni hozzájárulás, ám ez másodlagos a személyes munkavégzés mellett, ugyanakkor azonban természetesen a befizetett vagyoni összeget is figyelembe veszik az osztalék kifizetésekor.

### Politikai és vallási semlegesség
A szövetkezetek nem szerveződnek politikai mozgalmak, vallások zászlaja alatt, nem képviselhetnek politikai nézeteket, nem csatlakozhatnak egyetlen egyházhoz sem.

### Készpénzre történő eladás
A csere nem meghatározó eleme a szövetkezetnek, a szövetkezet is a modern pénzpiacok szereplője, így készpénzben ad el és készpénzben vásárol.

### Szövetkezeti továbbképzés előmozdítása
A tagoknak továbbképzést szervez a szövetkezet, ezek lehetnek szakmai képzések, de kulturális szolgáltatások is, például könyvtár. Lényege, hogy segítse az eredményességet és a társadalmi előmenetelt.

## Alapítása
Legalább 7 alapító tag, részjegy jegyzésének kötelezettségével alapíthat szövetkezetet. Az alapító tagok belföldi és külföldi természetes személyek, jogi személyek, valamint jogi személyiség nélküli gazdasági társaságok lehetnek. A jogi személyek és jogi személyiség nélküli gazdasági társaság tagok együttesen nem haladhatják meg a taglétszám húsz százalékát. Természetes személyként szövetkezeti tag az lehet, aki 14. életévét betöltötte.

### Alakuló közgyűlés
A szövetkezet alapítását az alapító tagok részvételével tartott alakuló közgyűlés határozza el.
Az alakuló közgyűlés
- kimondja a szövetkezet megalakulását
- elfogadja a szövetkezet alapszabályát
- megválasztja a szövetkezet ügyvezető elnökét vagy igazgatóságának elnökét és tagjait
- megválasztja a szövetkezet felügyelő bizottságának elnökét és tagjait

Az alakuló közgyűlés a határozatait
- egyszerű szótöbbséggel hozza, az alapszabály elfogadásához azonban valamennyi alapító tag egyetértő szavazatára van szükség
- nyílt szavazással hozza meg

### Alapszabály
Az alapszabály a szövetkezet szervezetének, működésének és gazdálkodásának alapokmánya.
Az alapszabálynak tartalmaznia kell:
- szövetkezet célját
- szövetkezet cégnevét, székhelyét, főtevékenységét
- részjegy névértékét, az egy tag által jegyezhető részjegyek számát, a részjegytőke alapításkori nagyságát
- tagok jogait és kötelezettségeit
- szövetkezet működésének időtartamát, ha határozott időre alapítják
- tagfelvétel és kizárás szabályait

## Megszűnése
A szövetkezet megszűnik, ha
- az alapszabályban meghatározott időtartam eltelt
- a közgyűlés elhatározza a jogutód nélküli, vagy jogutódlással való megszűnését
- a tagjainak száma 7 fő alá csökken és hat hónapon belül nem jelentenek be új tagot
- a cégbíróság megszűntnek nyilvánítja
- a bíróság megszünteti, felszámolási eljárás során.

## Szervezete

### Legfőbb szerv
A szövetkezet legfőbb önkormányzati szerve a tagok összességéből álló közgyűlés.
Hatáskörébe tartozik:
- alapszabály módosítása
- igazgatóság elnökének és tagjainak, valamint a felügyelő bizottság elnökének és tagjainak megválasztása, visszahívása
- beszámoló elfogadása
- döntés szövetkezeti szövetségbe történő belépésről
- döntés a szövetkezet egyesüléséről, szétválásáról, gazdasági társasággá történő átalakulásáról, valamint jogutód nélküli megszűnéséről

A közgyűlést szükség szerint, de évente legalább egyszer össze kell hívni (rendes közgyűlés). A közgyűlés határozatképes, ha azon a szövetkezeti tagok több mint a fele jelen van. A közgyűlés a határozatait a jelenlévő tagok egyszerű szótöbbségével hozza.

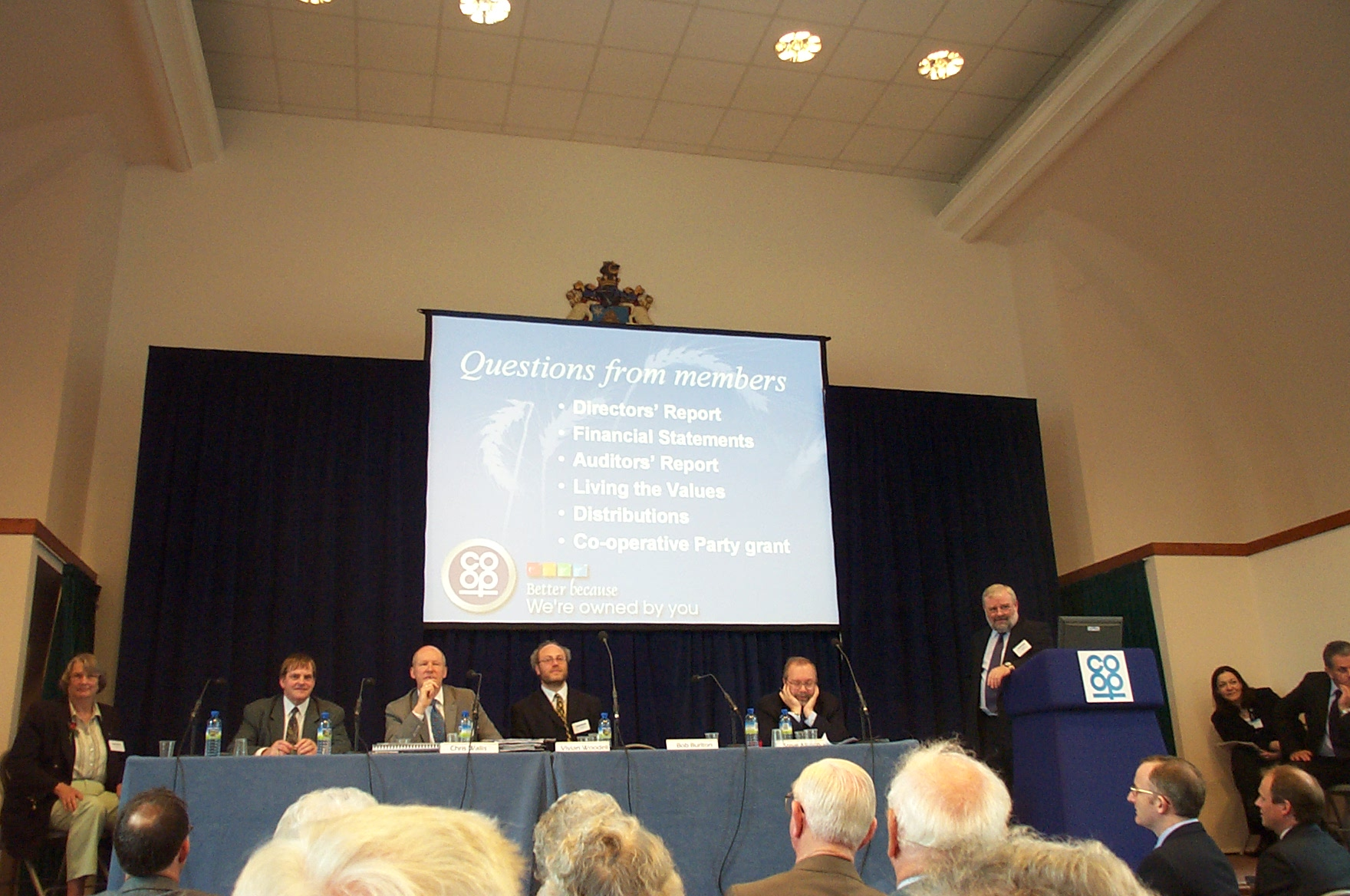
Éves rendes közgyűlés egy angliai szövetkezetnél, 2005.

### Operatív szerv
A szövetkezet ügyvezetését és képviseletét az alapszabályban meghatározott létszámú, de legalább háromtagú igazgatóság végzi. Az igazgatóság elnökét és tagjait a közgyűlés  legfeljebb öt évre választja. Az igazgatóság hatáskörébe tartozik a döntés mindazokban az ügyekben, amelyeket törvény vagy az alapszabály nem utal a közgyűlés vagy a felügyelő bizottság hatáskörébe.
A szövetkezet vezető tisztségviselői: az igazgatóság elnöke és tagjai, illetőleg az ügyvezető elnök.
Vezető tisztségviselőnek csak nagykorú természetes személy választható.
Nem lehet vezető tisztségviselő:
- aki nem tagja a szövetkezetnek
- akit a bíróság cselekvőképességet korlátozó gondnokság vagy cselekvőképességet kizáró gondnokság alá helyezett
- akit bűncselekmény elkövetése miatt jogerősen végrehajtható szabadságvesztésre ítéltek
- aki az alapszabályban előírt szakmai követelményeknek nem felel meg.

Megszűnik a vezető tisztségviselő megbízatása
- megbízatás időtartamának lejártával
- vezető tisztségviselő halálával
- lemondással
- közgyűlés általi visszahívással
- tagsági jogviszony megszűnésével

### Felügyelő bizottság
A közgyűlés az alapszabályban meghatározott létszámú, de legalább háromtagú felügyelő bizottságot hoz létre, amelynek tagjait a közgyűlés az alapszabály rendelkezése szerint határozott vagy határozatlan időre választja.
A felügyelő bizottság
- szövetkezet szerveinek működésével és a gazdálkodással kapcsolatos bármely ügyet megvizsgálhat
- az igazgatóság jogszabályba ütköző vagy a szövetkezet érdekeit súlyosan sértő működése esetén haladéktalanul összehívja a közgyűlést
- büntető feljelentést tesz a szövetkezet vezető tisztségviselője ellen.

## Tagsági jogviszony
A szövetkezeti tagsági jogviszony a szövetkezet alapításakor keletkezik.
A tag alapvető joga:
- részt vegyen a szövetkezet tevékenységében, személyes közreműködésének, vagyoni hozzájárulásának és egyéb érdekeltségének megfelelően részesedjen a gazdálkodás eredményéből
- igénybe vegye a szövetkezet által a tagok részére rendszeresített szolgáltatásokat, és élvezze a szövetkezés egyéb előnyeit
- tanácskozási és szavazati joggal részt vegyen a közgyűlésen
- tisztséget viseljen a szövetkezetben

A tag alapvető kötelessége, hogy
- teljesítse a vagyoni hozzájárulását, továbbá vállalásának megfelelően részt vegyen a szövetkezetnek és szerveinek a tevékenységében
- védje a szövetkezet vagyonát.

### Vagyoni hozzájárulás
A szövetkezet alapszabálya határozza meg a tagok vagyoni hozzájárulásának azt a legkisebb mértékét, amelynek teljesítése minden tag számára kötelező. A vagyoni hozzájárulás pénzbeli vagy nem pénzbeli lehet. A tagnak vagyoni hozzájárulásként az alapszabályban meghatározott számú és névértékű részjegyet kell jegyeznie. Alapításkor és belépéskor egy részjegy jegyzése kötelező. A részjegyek névértéke csak azonos összegű lehet. A részjegy másra nem ruházható át, bírósági végrehajtás alá nem vonható. A részjegy a szövetkezet adózott eredményéből részesedésre jogosít.

### A tagok személyes közreműködése
A tagok személyes közreműködésének módozatait az alapszabály a szövetkezet sajátosságainak megfelelően határozza meg. A személyes közreműködés történhet termeléssel, termékek feldolgozásával, értékesítésre előkészítéssel, értékesítéssel, fogyasztással vagy egyéb tevékenységgel.

### Tagsági jogviszony megszűnése
- tag a szövetkezetből kilép
- tag a vagyoni hozzájárulását nem teljesítette
- tag meghal
- szövetkezet a tagot kizárja
- szövetkezet átalakulással vagy jogutód nélkül megszűnik.

## A szövetkezet gazdasági tevékenysége
A szövetkezet és a tag gazdasági együttműködését az alapszabály a szövetkezet céljaihoz igazodóan részletesen meghatározza. Az együttműködés megvalósulhat:
- a tagok beszerzéseinek, termékeik feldolgozásának, értékesítésének lebonyolításában – értékesítő szövetkezet
- a tagok fogyasztási szükségleteinek kielégítésében és vásárlási visszatérítés nyújtásában – fogyasztási szövetkezet
- közös gazdálkodásban – marketing szövetkezet
- a tagok munkalehetőséghez juttatásában, szociálisan hátrányos helyzetük egyéb módon való javításában – informális szövetkezet.

## A szövetkezet társadalmi feladatai
A szövetkezeti szolidaritás elvének megfelelően a szövetkezet alapszabályában meg kell határozni a természetes személy tagok, valamint hozzátartozóik számára biztosítandó juttatások és támogatások formáit.
A juttatások és támogatások lehetnek:
- szociális juttatások (például szociális segély, lakásépítési támogatás, temetési segély, étkezési hozzájárulás)
- oktatási támogatások (például képzési-továbbképzési támogatás, szakmai és nyelvtanfolyamokon való részvétel)
- kulturális támogatások (például hagyományőrző együttesek tagjainak támogatása, kulturális rendezvényeken való részvétel támogatása)
- közművelődési tevékenység támogatása (például ismeretterjesztő előadások és kiadványok finanszírozása)
- sporttevékenység támogatása (például amatőr és tömegsport rendezvények támogatása)

### Szövetkezetek fajtái
A szövetkezetek társadalmi feladataiból következően több fajta szövetkezet működhet.
Néhány a gyakorlatban ma is működő szövetkezeti típus:
Szociális szövetkezet: jogalapja a szövetkezetekről a 2006. évi X. törvény (Sztv.), valamint a szociális szövetkezetekről szóló 141/2006. (VI. 29.) Kormányrendelet.
Lakásfenntartó szövetkezet: a település gazdasági, foglalkoztatási helyzetét javítja, ha az önkormányzati, vagy egyéb ingatlanok fenntartását látja el.
Nyugdíjas szövetkezet: egyszerűbb esetben tíz nyugdíjas hozhatja létre. Biztosítási költségeket nem kell fizetni, csupán személyi jövedelemadót fizetnek.
Diák (iskola) szövetkezet: diák és a szövetkezet között ún. tagi megállapodás jön létre, melyre már nem a munkaviszony, hanem a szövetkezeti törvény speciális szabályai, illetve – amennyiben valamely kérdést az nem rendez – a Polgári törvénykönyv (Ptk.) megbízási szerződésre vonatkozó szabályai vonatkoznak.